# Yendéré
Yendéré est une commune rurale située dans le département de Niangoloko de la province de la Comoé dans la région des Cascades au Burkina Faso. C'est une commune frontière avec la Côte d'Ivoire.

## Géographie
Yendéré se trouve à 10 km au sud-ouest de Niangoloko, le chef-lieu du département, et à 10 km au nord-est de la frontière ivoirienne.
La commune est traversée par la route nationale 7 et accueille la gare de Yendéré sur la ligne d'Abidjan à Ouagadougou.

## Histoire
Le 29 mars 2019, une attaque djihadiste est menée de nuit contre la gendarmerie de la ville (pour la seconde fois après celle survenue au début du mois), tuant trois civils burkinabè et deux assaillants,,. Une nouvelle attaque a lieu le 1er décembre 2019 ne faisant que des blessés puis une autre le 25 janvier 2020 sans faire de victime, toutes probablement menées par la katiba Macina (mêlant islamisme et banditisme) qui profite de la porosité de la frontière et du terrain forestier pour passer d'un côté à l'autre.

## Démographie
| 2003  | 2006  | 2012 |
| ----- | ----- | ---- |
| 2 851 | 3 372 | -    |

## Économie
L'économie de la commune est principalement basée sur l'agriculture (céréales et oléo-protéagineux), le maraîchage et l'élevage (lait, viande, œufs) au sein d'exploitations familiales et de quelques petites entreprises agricoles. Depuis 1980, un programme national de plantation d'anacardiers a lieu à Yendéré au travers de la société d’intérêts mixte, la Flex Faso, qui a planté, avec l'aide de l'ensemble de la population villageoise, 548 ha d'arbres sur les terres foncières de la commune, ce qui n'a pas été sans problèmes en 1990 concernant la propriété légale des plantations puis en 2006 lors de leur vente à Boukary Niampa, le directeur des infrastructures à la présidence du Faso et maire de la ville de Titao, les habitants de Yendéré considérant qu'ils ont été spoliés et expropriés,.
Par ailleurs, Yendéré bénéficie des importants échanges transfrontaliers, principalement routiers, tant par les retombées douanières des importations que pour l'exportation d'une partie des denrées agricoles destinées à la Côte d'Ivoire, avec toutefois des incertitudes régulières depuis vingt ans en raison des mutineries fréquentes à Bouaké.

## Éducation et santé
Yendéré accueille un centre de santé et de promotion sociale (CSPS) tandis que le centre hospitalier régional (CHR) se trouve à Banfora.
Le village possède depuis le milieu des années 1980 une école primaire.